# Camas County
Camas County är ett administrativt område i delstaten Idaho, USA. År 2010 hade countyt 1 117 invånare (2010). Den administrativa huvudorten (county seat) är Fairfield. 

## Geografi
Enligt United States Census Bureau så har countyt en total area på 2 795 km². 2 784 km² av den arean är land och 11 km² är vatten. 

### Angränsande countyn
- Blaine County - öst
- Lincoln County - sydöst
- Gooding County - syd
- Elmore County - väst